# Феликс Лунийский
Феликс (V век) — святой епископ лунийский. День памяти —
Святой Феликс был третьим епископом епархии Луни. Его епископское служение подтверждено документально: он участвовал в римском соборе, созванным папой римским Иларием 19 ноября 465 года в базилике Санта-Мария-Маджоре и подписал его решения как епископ Луни.